# Código secreto (juego de mesa)
Código secreto es un juego de mesa para entre dos y ocho jugadores creado por el diseñador de juegos Vlaada Chvátil y publicado en 2015 por Czech Games Edition, existiendo edición en español a cargo de la editorial Devir.
Código secreto está ambientado en el mundo del espionaje. Los jugadores se dividen en dos equipos que tienen la tarea de establecer contacto con sus agentes con nombre en clave. Cada equipo está dirigido por un líder que tiene la función de indicar a los demás la posición de sus agentes a través de pistas consistentes en una única palabra y un número, que indicará cuantas de las tarjetas expuestas en un cuadrado de 5x5 podrían ajustarse a la palabra dada.El equipo ganador será aquel que identifique a la totalidad de sus agentes siempre y cuando no haya indicado por error un agente especial no perteneciente a ninguno de los dos bandos e identificado como asesino.

## Premios y nominaciones
Entre otras distinciones, Código secreto ha obtenido las siguientes:
- 2017 Nominado al premio As d'Or
- 2016 Ganador del Tric Trac d'Argent
- 2016 Ganador del premio Spiel des Jahres
- 2016 Finalista del premio Juego del Año
- 2016 Premio International Gamers Award en la categoría de estrategia general multijugador
- 2016 Nominado al premio Gioco dell’Anno
- 2015 Ganador del Meeples Choice Award
- 2015 Ganador del premio Golden Geek al mejor juego de sociedad.
- 2015 Ganador del premio Golden Geek al mejor juego familiar.